# ساموئل توماس الکساندر
ساموئل توماس الکساندر (انگلیسی: Samuel Thomas Alexander; ۲۹ اکتبر ۱۸۳۶ – ۱۰ سپتامبر ۱۹۰۴) کارآفرین اهل ایالات متحده آمریکا بود، که در سال ۱۸۷۰ شرکت الکساندر اند بالدوین را تأسیس کرد.